# Simone Massi
Simone Massi (Pergola, Italia, 23 de mayo de 1970 (55 años) es un animador, director de cine de animación e ilustrador italiano.

## Biografía
Tras un pasado como operario en una fábrica, se diploma en Cine de Animación en el Instituto Estatal de Arte de Urbino. Se presenta a sí mismo como «animador resistente».
Desde 1993, en que comienza su labor como animador, insiste en hacer un cine de animación de acuerdo con unos métodos de trabajo y unos principios estéticos que están muy lejos de las fórmulas comerciales. Es considerado uno de los últimos pioneros de la animación a paso uno, con sus carboncillos, ceras, pasteles, tintas, excava miles de dibujos para, fotografiados uno a uno, sugerir el movimiento en el arco de 2-4 minutos.
Ha ganado más de 250 premios entre los cuales destacan el David de Donatello y dos Nastri d'Argento, galardones más importantes del Cine en Italia.
Creador de la animación que introduce todas las películas proyectadas en el Festival Internacional de Cine de Venecia y el Cartel de la misma de las ediciones 69-73 (años 2012-2016) .
En 2012, el Festival de Cine de Venecia le hace un homenaje con una retrospectiva completa con todos sus trabajos.
En 2014, gana el León como mejor documental en el Festival de Cine de Venecia "Animata Resistenza" ("Animada Resistencia"), un documental sobre la figura y el trabajo de Simone Massi; dirigido por Francesco Montagner y Alberto Girotto.
Desde el año 2016, es director artístico de Animavì, el Festival de Cine de Animación Poética que tiene lugar en su ciudad natal, Pergola (Pesaro y Urbino). 

## Obra

### Filmografía
- Immemoria (Enmemoria), (1995)
- In Aprile (En abril), (1995)
- Millennio (Milenio), (1995)
- Racconti (Cuentos),(1996)
- Il giorno che vidi i sorci verdi (El día en el que vi ratones verdes), (1996)
- Niente (Nada), (1996)
- Il giorno che vidi i sorci verdi III (El día en el que vi ratones verdes III), (1997)
- Keep on! Keepin' on! (1997)
- Ecco, adesso (1998)
- Adombra (1999)
- Il giorno che vidi i sorci verdi I (El día en el que vi ratones verdes I), (2001)
- Pittore, Aéreo (Pintor, aéreo), (2001)
- Tengo la posizione (Tengo la posición), (2001)
- Piccola mare[14] (Pequeña mar), (2003, voz narrante de Marco Paolini)
- Io so chi sono[15] (Yo sé quién soy),(2004)
- La memoria dei cani[16] (La memoria de los perros),(2006, con la participación de Arte-France)
- Nuvole, mani (Nubes, manos), (2009, producción: Sacrebleu productions, voz narrante: Serge Avedikian)
- Dell'ammazzare il maiale[17] (De la matanza del cerdo), (2011)
- Fare fuoco[18] (Hacer Fuego), (2012)
- Lieve, dilaga[19] (Leve, propaga), (2012)
- Venezia/Massi[20] (Venecia/Massi), (2013)
- Animo resistente[21] (Ánimo resistente), (2013)
- L'attesa del maggio[22] (La espera del mayo), (2014)
- La strada dei Samouni (2018) de Stefano Savona.[23]

### Libros
- Poesia Bianca. Il cinema di Simone Massi (2010) editó Roberto Della Torre, Fondazione Cineteca Italiana ISBN 978-88-904706-0-8
- La casa sull'altura (2011) textos de Nino De Vita, ed. Orecchio Acerbo ISBN 978-88-968060-1-2
- Torino (2011) testo di Edmondo De Amicis, ed. Ecra ISBN 978-88-655-8019-6
- Roma (2011) testo di Edmondo De Amicis, ed. Ecra ISBN 978-88-655-8039-4
- Firenze (2012) testo di Edmondo De Amicis, ed. Ecra ISBN 978-88-655-8042-4
- Le Marche (2012) testo di Guido Piovene, ed. Ecra ISBN 978-88-655-8065-3
- Il topo sognatore e altri animali di paese (2013) texto de Franco Arminio, ed. Rrose Sélavy ISBN 978-88-907-9702-6
- Nuvole e mani. Il cinema animato di Simone Massi (2014) texto de Fabrizio Tassi, ed. Minimum Fax ISBN 978-88-7521-607-8
- Buchettino (2016) textos de Chiara Guidi, ed. Orecchio Acerbo ISBN 978-88-990642-4-2
- Il maestro (2017) textos de Fabrizio Silei, ed. Orecchio Acerbo ISBN 978-88-990644-9-5